# Keningau
Huyện Keningau là một huyện thuộc bang Sabah của Malaysia. Huyện Keningau có dân số thời điểm năm 2010 ước tính khoảng 172553 người.